# 斯諾努特呂根嶺
72°14′S 5°20′E / 72.233°S 5.333°E
斯諾努特呂根嶺（Snønutryggen），是南極洲的山嶺，位於毛德皇后地的阿斯特里德公主海岸，屬於穆利格-霍夫曼山脈的一部分，挪威製圖師根據該國探險隊的測量和空中照片繪入地圖，現時由南極條約體系管理。